# Moca auxobathra
Moca auxobathra är en fjärilsart som beskrevs av Edward Meyrick 1906. Moca auxobathra ingår i släktet Moca och familjen Immidae. Inga underarter finns listade i Catalogue of Life.